# Куп Србије у рагбију 2013.
Куп Србије у рагбију 2013. је било 7. издање Купа Србије у рагбију. 
Трофеј је освојио Победник.
| Освајач купа Србије у рагбију 2013. |
| ----------------------------------- |
| Рагби клуб Победник 4. трофеј       |